# Curry Gabriel Treffenberg
Curry Gabriel Treffenberg, född 6 mars 1791 i Göteborg, död 28 oktober 1875 i Stockholm, var en svensk militär och ämbetsman. 
Efter officersutbildning blev Treffenberg löjtnant vid Skånska infanteriregementet 1819. Han beviljades avsked 1823. Treffenberg blev därefter registrator vid riksens ständers lånekontor i Göteborg varifrån fick avsked efter en konkurs. Treffenberg lämnade 1827 landet för att bosätta sig i Köpenhamn.
Curry Gabriel Treffenberg framförde på Riddarhuset i Stockholm 1823 ett förslag om "stämplat papper" som kan ses som en förelöpare till frimärket. Förslaget röstades ned av riksdagen. Om förslaget gått igenom hade Sverige kunnat bli först i världen med ett regelrätt frankotecken. Treffenberg förslag gällde inte frimärken i vanlig mening utan snarare en s.k. helsak. På Postmuseum i Stockholm utfördes långt senare, 1945, en rekonstruktion av Treffenbergs aldrig realiserade förslag.
Under tiden i Danmark ingick Treffenberg ett andra äktenskap 1839. Han fick här tre döttrar varav två stannade i moderns hemland, och en medföljde fadern till Sverige. Sedan frimärken först införts i England 1840 och senare i Sverige 1855, började man intressera sig för Treffenbergs presumtiva pionjärinsats. I pressen förekom på 1850-talet synpunkter om att han borde tilldelas någon slags nationalbelöning. Någon sådan fick han dock aldrig motta. Inte förrän 1874 kunde Treffenberg återvända till Stockholm där han avled påföljande år.
Curry Gabriel Treffenberg var son till Anders Lennart Treffenberg. Han hade i sitt första äktenskap två döttrar och två söner. En av dessa var den kände politikern och landshövdingen Curry Treffenberg, bekant för sitt agerande vid den första strejken i Sverige.